# Bernie Mallinger

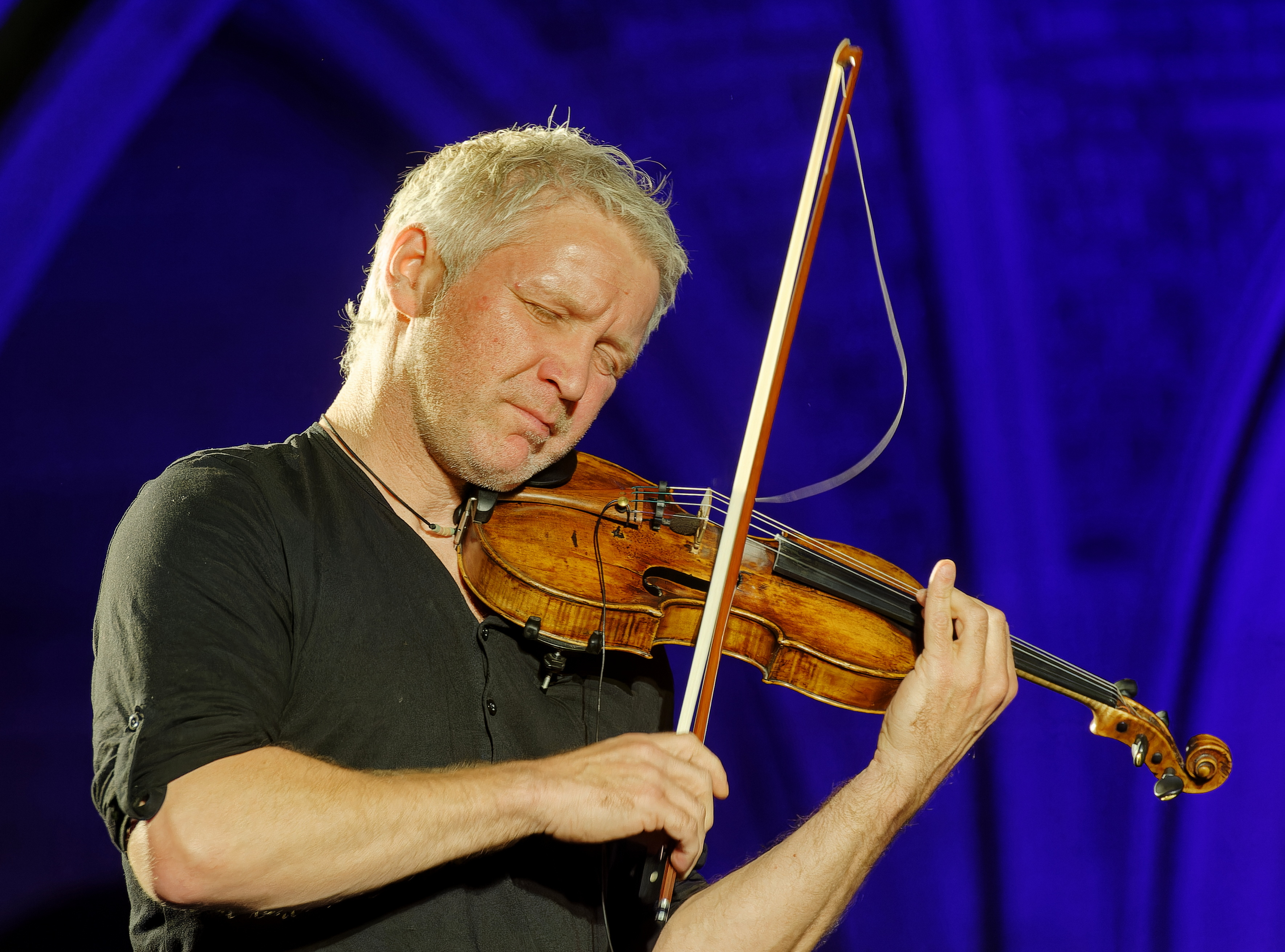
Bernie Mallinger bei palatia jazz 2013

Bernie Mallinger (geb. 23. Juni 1969 in Wolfsberg) ist ein österreichischer Musiker (Geige, Komposition, Arrangement).

## Leben und Wirken
Mallinger erhielt ersten Geigenunterricht ab dem Alter von fünf Jahren an der Musikschule Wolfsberg und setzte seine klassische Ausbildung am Landeskonservatorium Klagenfurt fort. Daneben spielte er bereits als Schüler 1986 Geige und Saxophon in einer Fusionband. Dann studierte er Violine für das Konzertfach an der Hochschule für Musik und darstellende Kunst Graz und legte 1993 die erste und 1996 die zweite Diplomprüfung ab. Als Jazzgeiger war er zunächst Autodidakt, reiste aber nach seinem Abschluss in die USA, wo er auch Workshops an der Manhattan School of Music und der Juilliard School in New York absolvierte.
Seit 1997 ist Mallinger als freischaffender Musiker tätig. 1999 gründete er das Movimiento String Quartet, aus dem 2004 das radio.string.quartet hervorging, dem er seitdem angehört. 2004 legte er ein Album mit seinem Projekt Bernie Mallinger Open vor. Im Jahr 2007 war er in der Gruppe Sidesteps (mit Oliver Mally und Klaus Paier) für den Amadeus Austrian Music Award in der Kategorie „Jazz/Blues/Folk Album des Jahres national“ für das Album Steppin’ Out nominiert. 2014 nahm er als Teil der Plattform k&k das Album Divergence auf, das neben dem Klavierquintett op. 15 von Erich Wolfgang Korngold auch zeitgenössische Bearbeitungen der Musik von Arnold Schönberg und Duke Ellington enthält.
Weiterhin gehörte Mallinger von 2004 bis zur Auflösung 2016 zu Roland Neuwirths Extremschrammeln. Ab 2018 spielte er in Manu Delagos Circadian Ensemble. Außerdem arbeitete er mit Philip Catherine, Richard Österreicher, Karl Hodina, Nox, Manfred Josel, dem Austrian Art Ensemble und dem Trio Fürchtet Euch Nicht.
Ab dem Wintersemester 1999/2000 unterrichtete Mallinger bis 2011 mit einem Lehrauftrag im Fach Instrumentalpraxis für Violine-Jazz an der Kunstuniversität Graz; weitere Unterrichtstätigkeit und Workshops unter anderem an der Universität für Musik und darstellende Kunst Wien und an der Musik und Kunst Privatuniversität der Stadt Wien.

## Diskografie (Auswahl)
- 2013: radio.string.quartet.vienna: Posting Joe – Celebrating Weather Report – live (ACT)
- 2006: Sidesteps: Steppin’ Out (ATS Records)
- 2004: Bernie Mallinger Open: Nut (PAO Records, mit Karen Asatrian, Reinhardt Winkler, Reinhold Kogler, Wolfram Abt)
- 2002: Oliver Mally, Raphael Wressnig, Bernie Mallinger: Triple Trouble (Extraplatte)